# Gérard Mentor
Gérard Mentor (Fenton Crackshell ou Fenton Crackshell-Cabrera en VO) est un personnage de fiction de l'univers des canards des studios Disney, apparu pour la première fois en 1989 dans la série animée La Bande à Picsou (1987). Il revient en 2018 dans le reboot de 2017 de cette série. Il est également connu en tant que héros de Donaldville sous le nom de Robotik (GizmoDuck en VO).

## Histoire

### Version de 1987
Après le succès de la première saison de La Bande à Picsou, une deuxième saison diffusée entre 1988 et 1989 a débuté avec deux téléfilms intitulés Time Is Money et Super DuckTales, les rediffusions futures vont les diviser en deux feuilletons en cinq parties. Le deuxième téléfilm introduit un nouveau personnage du nom de Gérard Mentor, alias Robotik créé par Tad Stones. Ce dernier dit s'être inspiré de RoboCop (provenant du film de 1987 sortie quelques années avant la série La Bande à Picsou), pour inventer son personnage. D'ailleurs, le personnage devait s'appeler à l'origine RoboDuck à la place de GizmoDuck. On retrouve un « R », la première lettre du nom d'origine sur le plastron de son armure.
Gérard fait donc sa première apparition dans l'épisode Argent liquide (Super DuckTales: Part 1 - Liquid Assets) de la saison 2 où il travaille dans une usine de haricots. Son travail est de compter les haricots dans les flacons, travail qu'il effectue aisément grâce à sa capacité à compter d'énormes quantités d'objets instantanément. Après avoir vu une annonce, il décide de démissionner pour devenir le comptable de Picsou. À cause de ses idées ambitieuses et ses décisions hâtives, il va causer du souci à son patron. Extrêmement tenace, il cherche à réparer ses erreurs par tous les moyens possibles, quitte à compliquer encore plus la situation, jusqu'à ce qu'il y arrive.
En raison de son manque d'instruction et d'expérience dans le domaine des affaires, il a tendance à prendre les ordres à la lettre. Ainsi, lorsque Picsou utilisa l'expression « liquidités » pour désigner sa fortune, Gérard fait vider la totalité du Coffre dans le lac voisin. Heureusement, il suggéra alors de « geler le compte », donnant à Picsou l'idée de geler le lac pour transporter la glace (et donc l'argent) en lieu sûr.
Dans l'épisode Argent glacé (Super Ducktales, part 2 : Frozen Assets), Gérard tombe sur une armure cybernétique créée par Géo Trouvetou et baptisée Robotik (GizmoDuck en VO). Le mot de passe pour l'activer est « cornemuse », un terme que Géo considérait comme démodé et inutilisé (il ignorait que l'une des expressions les plus utilisées de Gérard est « Nom d'une cornemuse ! »). Gérard va marmonner cette expression à proximité de l'armure, devenant ainsi un super-héros. Depuis, il utilise la phrase « Nom d'une cornemuse » pour devenir Robotik, bien que seul le dernier mot suffise.
Les seuls à savoir que Gérard est Robotik sont Picsou et la mère de Gérard, Madame Mentor, qu'il appelle « M'man ». Cette dernière vit dans une caravane et est presque toujours en peignoir avec des bigoudis en regardant la télé non-stop. Gérard est amoureux de Sandra ou Marie-Lise, selon les épisodes (Gandra Dee en VO), la réceptionniste de l'usine de haricots où il travaillait autrefois (et qui, ironiquement, appartient à Picsou). Il est à la fois comptable (en tant que Gérard) et garde du corps personnel de Picsou (en tant que Robotik).

### Version de 2017
Dans cette version, le personnage évolue aussi bien physiquement que par son nom (En VO, Fenton Crackshell devient Fenton Crackshell-Cabrera). Ce changement vient de la motivation des auteurs de vouloir en faire un super-héros Latino-américain. En effet, Francisco Angones, lui même cubain, a déclaré, en constatant que les latino-américains étaient très peu représentés chez les super-héros, que c'était l'occasion idéale pour mettre plus de diversités dans la série et d'inspirer une nouvelle génération de fans de La Bande à Picsou.
Gérard Mentor fait ses débuts dans la série lors de la saison 1, dans l'épisode Attention au C.O.P.A.I.N. (Beware the B.U.D.D.Y. System !). Gérard est présenté comme stagiaire scientifique travaillant sous la responsabilité de Géo dans le département de Recherche et Développement de Picsou. Après un dysfonctionnement de Filament qui va mettre en danger plusieurs personnes dont Picsou et Géo, Gérard va les sauver en enfilant l'armure robotisée qu'il a conçu avec Géo. Il va donc devenir Robotik et être embauché par Picsou pour devenir le héros de la ville.
Dans l'épisode Robotik contre Waddletik (Who is Gizmoduck?!), on apprend qu'il vit chez sa mère comme dans la série de 1987. Toutefois, dans cette nouvelle version, sa mère est un lieutenant de police du nom de Cabrera (à la place de Crackshell dans la version de 1987). Elle se préoccupe beaucoup de l'avenir professionnel de son fils,.
Dans l'épisode Alchimie dangereuse ! (The Dangerous Chemistry of Gandra Dee!) de la saison 2, il a un rendez-vous amoureux avec une scientifique arborant un style rock punk du nom de Grandra Dee. Il a quelques difficultés pour la courtiser en prenant les choses de manière trop scientifique. Finalement, il s'avère que Gandra Dee était une espionne voulant connaître le secret du costume de Robotik et travaillant pour le compte de Mark Beaks. Gérard, qui croyait avoir enfin trouvé quelqu'un qui l'aimait pour ce qu'il était réellement sera déçu, mais ne se laissera toutefois pas abattre.
Dans l'épisode Invasion Lunaire! (Moonvasion!), sous l'identité de Robotik, il tente d'approcher amicalement les soldats sélénites débarquant sur Terre en leur offrant une tarte. Alors que sa tentative échoue, ceux-ci tentent de lui tirer dessus. Après avoir été protégé par sa mère, il la protège à son tour de cet assaut. Pendant une réunion stratégique organisée par Picsou pour riposter, sa mère lui révèle qu'elle l'a reconnu. Par la suite, il va prendre part à la défense de la Terre en compagnie de sa mère et de Géo Trouvetou.
Dans l'épisode Le Roboticloud ! (Beaks in the Shell!) de la saison 3, on apprend que Gérard continue d'entretenir une relation secrète avec Gandra Dee malgré le fait que cette dernière soit une agente d'une organisation criminelle nommée le F.O.W.L.. Ensemble, ils décident de travailler sur l'élaboration d'un monde virtuel nommé "Le Roboticloud" (GizmoCloud en VO) permettant de faire diverses expériences sans prendre le risque de se blesser. Mark Beaks va entendre parler de ce projet et vouloir le voler pour sauver sa carrière mise en danger. Gérard va pouvoir compter sur l'aide de Riri, sa mère et Géo pour contrecarrer ses plans. Il finit par rendre public son projet et sa relation avec Gandra qui est acceptée par sa mère, pourtant super-protectrice envers son fils. Gandra Dee décide par la suite de quitter le F.O.W.L. mais elle va se retrouver emprisonnée par Bradford, directeur de l'organisation, à la "Bibliothèque Perdue". Elle sera finalement libérée par Gérard et toute la bande à Picsou dans l'épisode final de la série, La dernière aventure (The Last Adventure!).

## Autres apparitions de Gérard Mentor
Gérard Mentor fait également quelques apparitions dans la série Myster Mask (Darkwing Duck) de 1991. On peut le voir dans l'épisode L'Affaire des cinq mercenaires (Just Us Justice Ducks) partie 1 et 2. Dans cet épisode en deux parties, il intègre avec Myster Mask, un groupe de héros du nom de Canards Vengeurs (Justice Ducks en VO). On peut le voir également dans 4 autres épisodes. L'épisode L’Affaire de la divine aigrette (Tiff of the Titans) fait référence à son passé quand Gérard travaillait avec Picsou et où il avait fait connaissance avec Flagada. Cet épisode donne donc un lien entre la série La Bande à Picsou de 1987 et la série Myster Mask.
On le croise également, mais plus rarement, dans les bandes dessinées adaptées de La Bande à Picsou. D'après le site INDUCKS, le personnage est apparu dans 10 histoires en 2021 dont 2 publiées en France.

## Filmographie
- 1989-1990 : La Bande à Picsou (DuckTales) (série télévisée)
- 1991-1992 : Myster Mask (Darkwing Duck) (série télévisée)
- 2018-2021: La Bande à Picsou (DuckTales) (série télévisée)

## Doublage
Dans la série La Bande à Picsou de 1987 et Myster Mask de 1991, il est doublé par Hamilton Camp en version originale,. Dans le reboot de 2017, c'est Lin-Manuel Miranda qui double le personnage en version originale et William Coryn en version française.